# Szerológia
A szerológia, a vérszérum (vérsavó), és más testnedvek tudományos vizsgálata. A gyakorlatban a kifejezés általában a szérumban lévő antitestek diagnosztikai azonosítására utal. Az ilyen antitestek jellemzően egy fertőzésre történő válaszként (adott mikroorganizmussal szemben), idegen fehérjékkel szemben (pl.: nem megfelelő vér átömlesztése esetén), illetve saját fehérjékkel szemben (autoimmun betegség) alakulnak ki.

## Szerológiai vizsgálatok

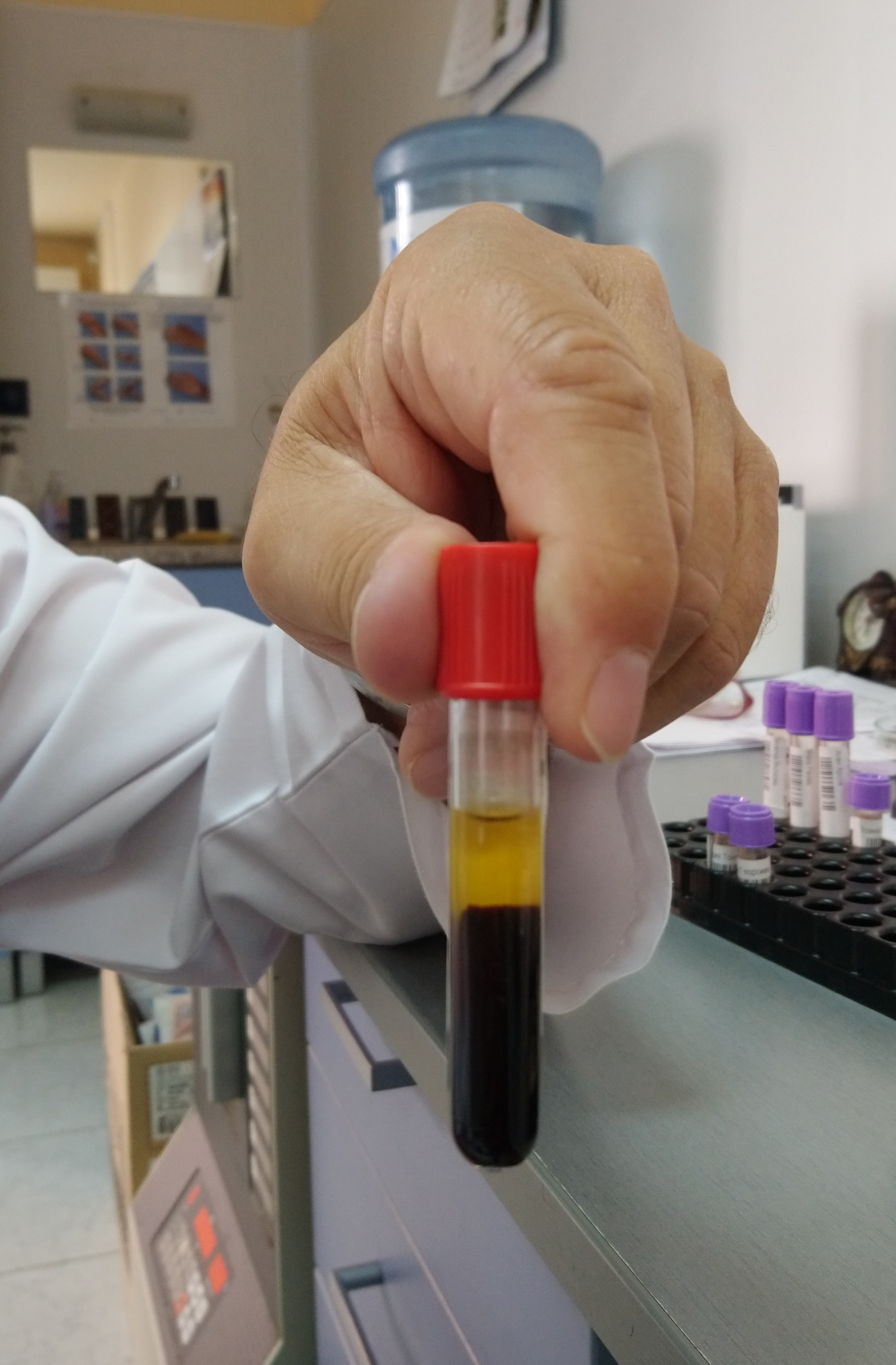
Vérvizsgálati kémcső, benne az elválasztott sárga színű vérszérummal és a vörös színű vörösvérsejtekkel

Szerológiai vizsgálatot diagnosztikai céllal végeznek, olyan esetben, amikor gyanítható fertőzéses megbetegedés; ezen kívül reumás megbetegedés esetén, illetve sok más esetben. A szerológiai vizsgálat segítségével meghatározható az egyén vércsoportja, valamint diagnosztizálhatók bizonyos immunrendszeri deficienciák amelyek az antitestek hiányával hozhatóak összefüggésbe, mint például az X-kromoszómához kötött agammaglobulinaemia. Utóbbi esetekben az antitestek tesztje konstans negatív.
Létezik néhány szerológiai technika, amelyek használata a vizsgált antitesttől függ: ELISA, agglutináció, csapadék, komplement-kötés (Complement-fixation), illetve fluoreszkáló antitestes vizsgálat.
Egyes szerológiai vizsgálatok nem korlátozódnak a szérumra; elvégezhetők más testnedveken is, például ondón és nyálon, mert (nagyjából) hasonló tulajdonságokkal bírnak.
Szerológiai vizsgálatokat a kriminalisztikában is alkalmaznak.

## Szerológiai felmérések
Szerológiai felméréseket az epidemiológusok gyakran alkalmazzák egy adott betegség elterjedtségének megállapítására. Az ilyen felmérések néha más szexuális vizsgálatkor vett minták véletlenszerű és anonim felhasználásával történnek.

## Fordítás
- Ez a szócikk részben vagy egészben  a   Serology című angol Wikipédia-szócikk fordításán alapul.  Az eredeti cikk szerkesztőit annak laptörténete sorolja fel. Ez a jelzés csupán a megfogalmazás eredetét és a szerzői jogokat jelzi, nem szolgál a cikkben szereplő információk forrásmegjelöléseként.